# Laboratorio Farmacéutico Conjunto
El Laboratorio Farmacéutico Conjunto es un laboratorio militar bajo la dependencia del Estado Mayor Conjunto de las Fuerzas Armadas a través de la Dirección de Sanidad Conjunta.

## Reseña
Creado el 20 de diciembre de 2000 por resolución del Ministerio de Defensa, se halla bajo la dependencia del Estado Mayor Conjunto de las Fuerzas Armadas y distribuido en dos plantas de producción con asiento en la I Brigada Aérea de El Palomar y Caseros (que pertenecían a la Fuerza Aérea y al Ejército respectivamente).
En 2020 y 2021 prestó apoyo en la operación de protección civil "General Belgrano" I y II, desplegada por las Fuerzas Armadas de la Nación durante la pandemia de COVID-19 en la Argentina y bajo la conducción del Estado Mayor Conjunto junto con el Ministerio de Defensa. Cumplió con el abastecimiento al personal militar de las FF. AA.